# مانوئل آبرو
مانوئل آبرو (انگلیسی: Manuel Abreu؛ زادهٔ ۸ ژانویهٔ ۱۹۵۹ – ۱۰ مهٔ ۲۰۲۲) بازیکن فوتبال اهل فرانسه بود که در پست مدافع بازی می‌کند.
از باشگاه‌هایی که در آن بازی کرده‌است می‌توان به باشگاه فوتبال استاد رنس، باشگاه فوتبال نانسی، باشگاه ورزشی براگا، باشگاه فوتبال پاری سن ژرمن، باشگاه فوتبال شارتر، باشگاه فوتبال ستاره سرخ، و باشگاه فوتبال سدان اشاره کرد.